# Pados Gyula (orvos)
Pados Gyula (Körmend, 1936. május 26. – 2018. október 4.) magyar orvos, belgyógyász.

## Élete
1954-től a Budapesti Orvostudományi Egyetemen tanult. 1960-ban szerzett diplomát. 1960 és 1962 között a Vas Megyei Kórház, 1963-tól haláláig a Szent Imre Kórház belgyógyászatán dolgozott. 1983-tól osztályvezető főorvos volt. 1981-ben az orvostudományok kandidátusa lett, majd címzetes egyetemi docens. Az általa kidolgozott és vezetett diéta segítségével sok elhízott betege fogyott le tartósan.
A Magyar Obezitológiai és Mozgásterápiás Társaság (MOMOT) főtitkára, a Magyar Atherosclerosis Társaság alelnöke, a Táplálkozási Fórum elnöke, a Tudatos Fogyás Fórumának vezetője, a Magyar Belgyógyász, a Magyar Hypertonia Társaság, a Magyar Táplálkozástudományi Társaság vezetőségi tagja és az Akadémiai Táplálkozástudományi Munkabizottságnak, valamint a Népegészségügyi Program Cardiovascularis és a Táplálkozási munkabizottságának tagja volt.
Fia Pados Gyula operatőr.

## Művei
- Rizikófaktor: koleszterin. Diéta – terápia (1992)
- Zsíranyagcsere-zavarok klinikai jelentősége és kezelése (1995, Romics Lászlóval)
- Elhízás – fogyókúra (1995)
- Az elhízás és kezelése (1996)
- A magas vérnyomás és nem gyógyszeres kezelése (1998)
- A „négyesfogat” – elhízás, magas vérnyomás, magas vérzsírszint, cukorbetegség – diétája (2000, társszerző)
- A túlsúly és elhízás megelőzése és kezelése (2001)
- A koleszterintől a szívinfarktusig (2002)